# Landevieille
Landevieille település Franciaországban, Vendée megyében. Lakosainak száma 1512 fő (2022. január 1.). Landevieille L’Aiguillon-sur-Vie, Bretignolles-sur-Mer, La Chaize-Giraud, La Chapelle-Hermier, Saint-Julien-des-Landes, Brem-sur-Mer és Vairé községekkel határos.

## Népesség
A település népességének változása:
| Lakosok száma | 1331 | 1354 | 1397 | 1389 | 1419 | 1449 | 1479 | 1503 | 1512 |
|               | 2013 | 2015 | 2016 | 2017 | 2018 | 2019 | 2020 | 2021 | 2022 |